# Albanie aux Jeux olympiques d'été de 2016
L'Albanie participe aux Jeux olympiques d'été de 2016 à Rio de Janeiro au Brésil du 5 août au 21 août. Il s'agit de sa 8e participation à des Jeux d'été. La délégation se compose de 6 sportifs, 3 hommes et 3 femmes, en athlétisme, natation et haltérophilie.

## Athlétisme
| Athlète       | Épreuve          | Qualifications | Qualifications | Finale       | Finale       |
| Athlète       | Épreuve          | Performance    | Rang           | Performance  | Rang         |
| ------------- | ---------------- | -------------- | -------------- | ------------ | ------------ |
| Izmir Smajlaj | Saut en longueur | 7,72 m         | 21e            | Non qualifié | Non qualifié |

| Athlète    | Épreuve         | Séries        | Séries | Demi-finales | Demi-finales | Finale        | Finale        |
| Athlète    | Épreuve         | Temps         | Rang   | Temps        | Rang         | Temps         | Rang          |
| ---------- | --------------- | ------------- | ------ | ------------ | ------------ | ------------- | ------------- |
| Luiza Gega | 3 000 m steeple | 9 min 58 s 49 | 16e    | Non couru    | Non couru    | Non qualifiée | Non qualifiée |

## Haltérophilie
| Athlète        | Compétition   | Arraché  | Arraché | Épaulé-jeté | Épaulé-jeté | Total | Rang |
| Athlète        | Compétition   | Résultat | Rang    | Résultat    | Rang        | Total | Rang |
| -------------- | ------------- | -------- | ------- | ----------- | ----------- | ----- | ---- |
| Briken Calja   | -69 kg hommes | 145      | 5e      | 181         | 5e          | 326   | 5e   |
| Evagjelia Veli | -53 kg femmes | 75       | 9e      | 90          | 8e          | 165   | 8e   |

## Natation
| Athlète       | Épreuve                 | Séries  | Séries | Demi-finales  | Demi-finales  | Finale        | Finale        |
| Athlète       | Épreuve                 | Temps   | Rang   | Temps         | Rang          | Temps         | Rang          |
| ------------- | ----------------------- | ------- | ------ | ------------- | ------------- | ------------- | ------------- |
| Sidni Hoxha   | 50 m nage libre hommes  | 22 s 80 | 41e    | Non qualifié  | Non qualifié  | Non qualifié  | Non qualifié  |
| Nikol Merizaj | 100 m nage libre femmes | 59 s 99 | 43e    | Non qualifiée | Non qualifiée | Non qualifiée | Non qualifiée |